# Mennica w Kremnicy
Mennica w Kremnicy (słow. Mincovňa Kremnica, węg. Körmöcbányai pénzverde) – mennica znajdująca się na terenie Kremnicy w środkowej Słowacji. Początki jej działalności sięgają roku 1328, co czyni ją najstarszym tego typu działającym obiektem na świecie. Obecnie w kremnickiej mennicy bite są m.in. słowackie monety euro.